# Liste der Kinos im Berliner Bezirk Friedrichshain-Kreuzberg
Die Liste der Kinos im Berliner Bezirk Friedrichshain-Kreuzberg gibt eine Übersicht aller Kinos, die im heutigen Berliner Bezirk Friedrichshain-Kreuzberg existiert haben oder noch existieren. Die Liste wurde nach Angaben aus den Recherchen im Kino-Wiki aufgebaut und mit Zusammenhängen der Berliner Kinogeschichte aus weiteren historischen und aktuellen Bezügen verknüpft. Sie spiegelt den Stand der in Berlin jemals vorhanden gewesenen Filmvorführeinrichtungen als auch die Situation im Januar 2020 wider. Danach gibt es in Berlin 92 Spielstätten, was Platz eins in Deutschland bedeutet, gefolgt von München (38), Hamburg (28), Dresden (18) sowie Köln und Stuttgart (je 17). 
Gleichzeitig ist diese Zusammenstellung ein Teil der Listen aller Berliner Kinos und der Ortsteillisten.
Auf Grund der Anzahl der von 1900 bis zur Gegenwart in den beiden Berliner Ortsteilen im Berliner Kerngebiet bestehenden Spielstätten sind die Kinos nach Ortsteilen sortiert in den beiden Ortsteillisten enthalten.
- Liste der Kinos in Berlin-Friedrichshain
- Liste der Kinos in Berlin-Kreuzberg